# Malcolm Lee (Basketballspieler)
Malcolm Lee (* 22. Mai 1990 in Riverside, Kalifornien) ist ein US-amerikanischer Basketballspieler, der zuletzt bei den Minnesota Timberwolves in der NBA unter Vertrag stand.

## Karriere

### Minnesota Timberwolves
Nach drei Jahren an der University of California meldete Lee sich zum NBA-Draft an. Er wurde an 43. Stelle von den Chicago Bulls gezogen, die ihn jedoch noch am gleichen Tag zusammen mit Norris Cole für Nikola Mirotić zu den Minnesota Timberwolves tradeten. Dort unterschrieb er einen, für einen Zweitrundenpick seltenen, Dreijahresvertrag.
Aufgrund von Verletzungen konnte er in zwei Jahren bei den Timberwolves nur 35 Spiele bestreiten, in denen er im Durchschnitt 4 Punkte und ca. 2 Rebounds pro Spiel verzeichnete.

### Phoenix Suns & Washington Wizards
Am 27. Juni 2013, dem Tag des Drafts, wurde er zunächst zu den Golden State Warriors transferiert, die ihn jedoch sofort weiter zu den Phoenix Suns tradeten. Die Suns tradeten ihn zusammen mit Marcin Gortat, Kendall Marshall und Shannon Brown für Emeka Okafor zu den Washington Wizards, die ihn jedoch kurz darauf entließen.